# Łuskwiak cytrynowy

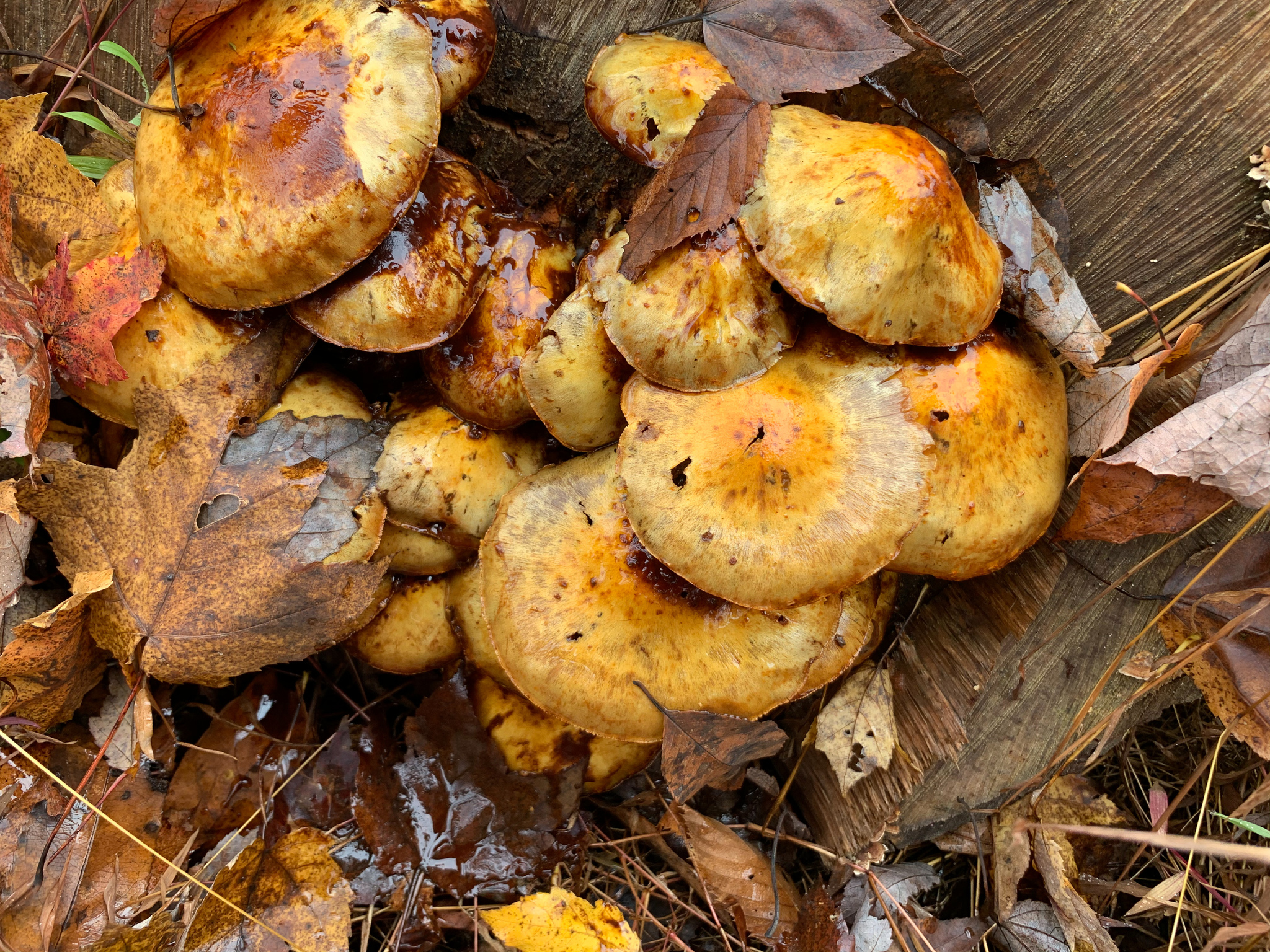

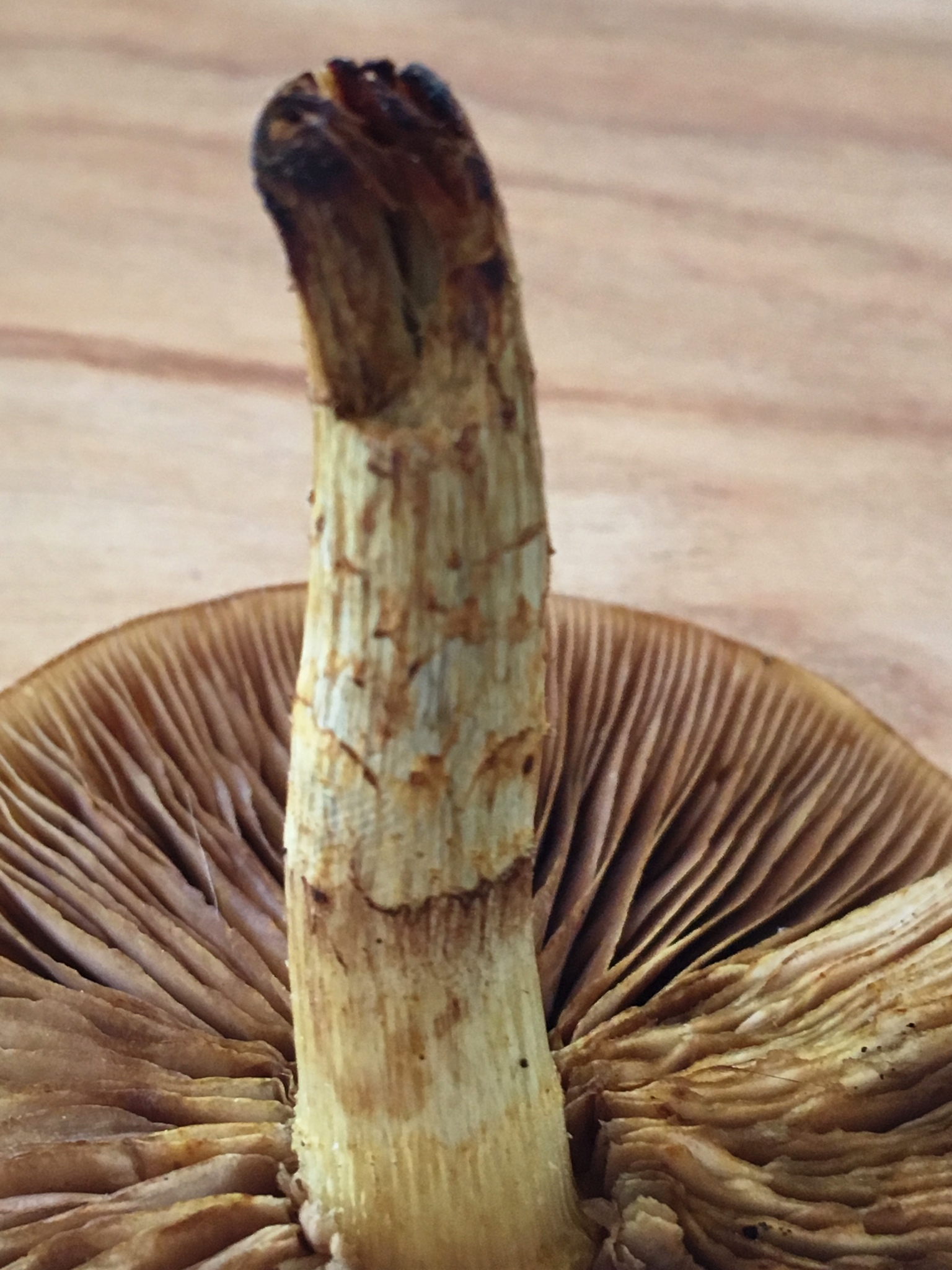

Łuskwiak cytrynowy (Pholiota limonella) (Peck) Sacc. – gatunek grzybów należący do rodziny pierścieniakowatych (Strophariaceae).

## Systematyka i nazewnictwo
Pozycja w klasyfikacji: Pholiota, Strophariaceae, Agaricales, Agaricomycetidae, Agaricomycetes, Agaricomycotina, Basidiomycota, Fungi.
Po raz pierwszy opisał go w 1878 r. Charles Horton Peck, nadając mu nazwę Agaricus limonellus. Obecną nazwę nadał mu Pier Andrea Saccardo w 1887 r. Synonimy:
- Agaricus limonellus Peck 1878,
- Hypodendrum limonellum (Peck) Murrill 1912,
- Pholiota ceriferoides P.D. Orton 1988,
- Pholiota subsquarrosa var. limonella (Peck) Rick 1938[2].

Autorzy, którzy po raz pierwszy podali stanowiska tego gatunku w Polsce, zarekomendowali polską nazwę łuskwiak cytrynowy. Nazwę rodzaju (łuskwiak) nadał Franciszek Błoński w 1896 r., nazwa gatunkowa jest tłumaczeniem nazwy łacińskiej (limona = cytryna).

## Morfologia
Kapelusz
Średnica 4–12 cm. U młodych osobników półkulisty do szerokostożkowego z małym garbkiem, potem rozpostarty i płaski. Powierzchnia w stanie wilgotnym śliska, w stanie suchym błyszcząca, u młodych okazów jaskrawożółta lub złotożółta, u starszych o barwie od żółtej do żółtoochrowej. Pokryta jest licznymi, stożkowatymi i wzniesionymi łuseczkami o barwie od rdzawoochrowej do rdzawobrązowej.
Blaszki grzyba
W liczbie 50–80 z międzyblaszkami (l = 1–7), gęste, przyrośnięte lub nieco zbiegające ząbkiem, początkowo jaskrawożółte lub złotożółte z brązowymi plamkami, potem brązowe, o ostrzach żółtych i delikatnie ząbkowanych.
Trzon
Wysokość 5–17 cm, grubość do 2 cm, sprężysty, pełny, walcowaty lub nieco rozszerzony u podstawy. Powierzchnia w górnej części początkowo jasnożółta, ku dołowi ciemniejsza, żółtoochrowa do rdzawoochrowej lub rdzawobrązowej, u starszych okazów staje się rdzawoochrowy do rdzawobrązowego. Pierścienia brak, występuje słabo widoczna, z wiekiem zanikająca strefa pierścieniowa. Na całej długości trzon jest pokryty rdzawobrązowymi, delikatnymi łuseczkami.
Cechy mikroskopowe
Bazydiospory 6,5–8,5 × 4,0–5,0 μm, elipsoidalne do jajowatoelipsoidalnych, gładkie z wyraźnymi porami rostkowymi. Podstawki cylindryczne do wąsko maczugowatych, 4-sterygmowe, rzadko 2-sterygmowe, zawsze ze sprzążkami u podstawy. Dość licznie na krawędzi i na powierzchniach blaszek występują maczugowate, często z cieńszym wierzchołkiem, cylindryczne, rzadko butelkowate chryzocystydy, w KOH o żóltobrązowej, załamującej światło zawartości. Na krawędziach blaszek różnokształtne, cienkościenne, szkliste leptocystydy tworzące sterylną warstwę. Trama blaszek regularna, zbudowana z cylindrycznych strzępek o średnicy 4,5–11 μm i intensywnie żółtych ścianach. Skórka kapelusza typu ixocutis, w trzonie typu cutis. Sprzążki występują na strzępkach wszystkich części bazydiokarpu.

## Występowanie i siedlisko
Występuje w Ameryce Północnej, Europie, Azji i na wyspie Reunion. Najwięcej stanowisk podano w Europie. Brak go w opracowanym przez Władysława Wojewodę w 2003 r. wykazie wielkoowocnikowych grzybów Polski, ale jego stanowiska podano w późniejszych latach w wielu regionach Polski. Aktualne stanowiska podaje także internetowy atlas grzybów. Znajduje się w nim na liście gatunków zagrożonych i wartych objęcia ochroną.
Nadrzewny grzyb saprotroficzny i pasożytniczy rozwijający się na drewnie wielu gatunków drzew liściastych, rzadziej iglastych. Występuje zarówno na martwym drewnie, jak i na żywych drzewach. W Polsce podano jego występowanie na brzozie omszonej, jaworze, grabie pospolitym, olszy szarej i buku pospolitym.